# 郭启儒
郭启儒（1900年4月12日—1969年4月24日），满族，北京人，相声表演艺术家，中国相声第五代演员中的代表人物之一。

## 生平
- 穷苦出身，小时候读过6年私塾，自幼喜爱相声。
- 1923年，到北京鸿奎社，学习表演文明戏。
- 1925年，拜相声大师刘德智为师学说相声。
- 1925年至1940年，他与相声名家于俊波、焦德海、刘德智、张寿臣、焦少海等在北京天桥、隆福寺、先农市场、东安市场等处撂地演出，这时他经常表演的相声作品有《文章会》、《大保镖》、《贼说话》、《大相面》等等。那时他的表演风格是：“捧逗俱佳，臺风潇洒，沉着稳健，趣味文雅。”他晚年曾说：“那时候，甭管什么活，许我不使，不许我不会。”[2]

- 1940年开始，他与相声大师侯宝林合作，为他捧哏，在天津南市燕乐戏园首演，引起轰动。再加上电台广播的宣传，使其声名大震，成为当时声名显赫的相声演员之一。当时他经常表演的相声作品有《戏剧杂谈》、《卖布头》、《闹公堂》、《改行》等，被天津文艺界誉为“文明相声”。他和侯宝林从天津返回北京后，在西单游艺社、凤凰厅和上海游艺社演出，每天早晚两场，深受观众欢迎。
- 1950年，他加入了“北京相声改进小组”，致力于相声的改革和创新，而且从事教学工作，培养年轻相声演员。
- 1951年，他和侯宝林一起参加了“第一届赴朝慰问团”，在朝鲜战争前线编演了《杜鲁门画像》、《狗腿子》等新相声段子。
- 1952年开始，他和侯宝林一起加入了“北京曲艺三团”。
- 1954年随中国人民解放军代表团前往西藏作慰问演出。
- 1955年他和侯宝林一起调入中央广播说唱团。在这里工作的10余年间，他们一起创作表演了许多反映实际生活的新相声段子，如：《打百分》、《离婚前奏曲》、《买猴儿》、《妙手成患》、《夜行记》、《服务态度》、《砍白菜》、《美蒋劳军记》、《醉酒》等。如此同时，对一批传统相声作品，如《关公战秦琼》、《改行》、《戏剧杂谈》、《戏剧与方言》、《空城计》、《卖布头》、《三棒鼓》、《阴阳五行》等进行了重新改编。其中对口相声《关公战秦琼》曾经受到毛泽东、周恩来、陈毅等党和国家领导人的高度赞赏。他还和侯宝林一起参加过电影《方珍珠》、《游园惊梦》的拍摄，客串角色。[2]

## 藝術特色
郭启儒在和侯宝林合作的20多年间，专门捧哏。他一直主张“捧哏要蔫，逗哏要欢”。他的捧哏严丝合密，一丝不苟，火候、尺寸掌握得恰到好处，既起到了捧哏的烘托作用，又不宣宾夺主，以捧哏演员的“蔫”，衬托出逗哏演员的“欢”；以捧哏演员的“冷面”，烘托出逗哏演员的“火爆”，以捧哏演员声调的低沉浑厚，来显示逗哏演员声调的高亢激越，以捧哏演员“云遮月”的嗓音和逗哏演员金石般的歌喉形成强烈对比，用捧哏演员憨直朴实的表演风格来突出逗哏演员机智幽默的艺术特色。他和侯宝林两人默契合作，相得益彰，是对口相声演员中的黄金搭档。著名相声演员马季尊称他为“捧哏巨匠”。他在具体捧哏技巧的运用上，不仅能很好地继承了“递火点鞭”、“烘云托月”、“火上浇油”、“穿针引线”等传统手法外，还创造了“画龙点睛”、“锦上添花”等新捧哏技法，丰富了相声艺术的表现手段。

### 郭启儒从事相声表演的八条经验
1. 说相声首先得让人听得懂；
2. 相声艺术要从多方面来丰富；
3. 只有热爱自己的艺术，你才能被观众热爱；
4. 使好垫活，先把观众的精神领过来；
5. 相声演员的舞台形象必须给人一种美感和亲切感；
6. 捧哏的要掌握好包袱儿的节骨眼儿，既要聚精会神，又随机应变；
7. 捧哏的要运用好蹬、踹、说、卖和迟、急、顿、挫这八个字的表演技巧；
8. 捧逗演员之间要搞好团结。

## 代表作品
- 《熬柿子》（单口）
- 《求一毛》（单口）
- 《关公战秦琼》（与侯宝林合作）
- 《夜行记》（与侯宝林合作）
- 《戏剧与方言》（与侯宝林合作）
- 《改行》（与侯宝林合作）
- 《打电话》（马季合作）等。

## 相关條目
- 侯寶林